# Quartier Mayolis
Le quartier Mayolis est un des quartiers de la ville de Pau, situé dans le département français des Pyrénées-Atlantiques. Il est parfois appelé quartier Notre-Dame, en raison de la proximité de l'église Notre-Dame de Pau.
C'est un ancien faubourg créé le long de l'ancien lit du ruisseau Hédas, centré autour de la petite place formée à l'intersection de la rue Arribes, du nom d'un habitant, « Canton dit Mayolis ».
À l'instar du quartier du Hédas, Mayolis avait avant-guerre relativement mauvaise réputation.
La population du quartier était un mélange de nombreux réfugiés espagnols, essentiellement aragonais et d'artisans tisserands locaux.
Dans les années 1990, ce quartier est devenu le centre des nuits estudiantines paloises, abritant de nombreux bars et restaurants.
Au début des années 2000, le quartier s'apaise, les nuisances et la délinquance diminuent.

## Géographie

### Situation
Ce quartier et situé à l'est de la ville de Pau, délimité par les rues Arribes, Garet et Castelnau.

## Histoire
Ancien faubourg de la ville au Moyen Âge , le quartier abritait autrefois le marché aux cochons.
Par la suite, des artisans tisserands spécialisés dans le lin s'y installèrent, pour des exportations vers l'Espagne et les Antilles.
Dans les années 1990, ce petit quartier comptait dix-huit bars.

## Culture et patrimoine

### Culture populaire
L'Élan béarnais venait y célébrer ses titres dans les années 90.
L’acteur Jean Dujardin avait fréquenté Le Garage, institution du quartier, à plusieurs reprises lors du tournage de I Feel Good au village Emmaüs de Lescar.